# بوی هوانگ ویت آن
بوی هوانگ ویت آن (انگلیسی: Bùi Hoàng Việt Anh؛ زادهٔ ۱ ژانویهٔ ۱۹۹۹) بازیکن فوتبال اهل ویتنام است.
وی همچنین در تیم‌های ملی فوتبال زیر ۲۳ سال ویتنام و ویتنام بازی کرده‌است.